# 聖マルティンのワイン祭り
『聖マルティンのワイン祭り』（せいマルティンのワインまつり、西: El vino de la fiesta de San Martín、英: The Wine of Saint Martin's Day）は、初期フランドル派の巨匠ピーテル・ブリューゲルが1566年 - 1567年ごろにキャンバス (麻布) 上にテンペラで制作した絵画で、画家の最大の作品である。オリジナルは失われたものと考えられ、本作を基にした複製や版画のみが知られていた。2009年にマドリードのプラド美術館に持ち込まれた本作は当初、ピーテル・ブリューゲル2世に帰属されていたが、2010年、赤外線を用いた画面の研究により、ブリューゲルの署名の断片 「BRVEG...」と制作年代の一部「MDL...」が発見され、オリジナルとして特定された。その後、一般の絵画市場の価値より低い価格でプラド美術館が取得し、修復されて以降、美術館に展示されている。

## 作品

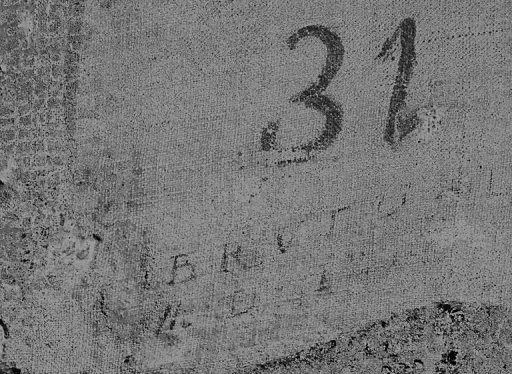
ブリューゲルの署名の断片「BRVEG...」と制作年代の一部「MDL...」

画家の多くの作品同様、本作も農民生活が主題である。16世紀のフランドルをはじめとするゲルマン系諸国では、その年の収穫で作られた最初のワインを村で配って飲むという風習があった。それが本作に描かれている「聖マルティヌスの日」として知られる11月11日の大衆的な祭りである。町の郊外に置かれた巨大な樽に、身分も様々な無数の人間が群がり、ワインを得ようと互いに諍いあっている。ブリューゲルはこの人の山に暴食の大罪に流される人間の性を表し、酔っ払いたちで築かれたバベルの塔ともいえる形で描いた。
ワインを入れる器すらない者たちは、帽子や靴を差し出している。ワインをラッパ飲みする男、泥酔して倒れた男 (そのシャツの背中側には、貧者への支給品であることを示す手形が見える)、赤ん坊にワインをなめさせている母親、様々な盲人、喧騒に乗じてスリを働く少年、窓からこの狂騒を見物する村人もいる。背景には、聖マルティンに献堂したと思しき聖堂、ブリュッセルへつながる市門があり、枯れ木にはカササギ、空には南に向かう渡り鳥の姿も見える。
本作は宗教画でも世俗画でもなく、道徳的な性質を持つものであるが、キリスト教への言及が含まれている。道端には十字架があるが、農民たちは一見して無視している。多数の人物の中には、白馬に乗っている4世紀のハンガリー生まれの聖人トゥールの聖マルティヌスが画面右端に見える。彼は自身の外套を割いて、足なえの乞食に分け与えている。当時は、麦角菌を持つ麦で作ったパンを食べ、壊疽に似た病気にかかった障碍者たちがおり、足なえとなった彼らは、ブリューゲルの『謝肉祭と四旬節の喧嘩』 (美術史美術館) や『足なえたち』 (ルーヴル美術館) にも描かれている。聖マルティヌスはキリスト教の「救貧の鑑」と崇拝され、物乞いの守護聖人にもなった。彼は、乱痴気騒ぎともいえる猥雑な祭りの様子を制するでもなく、背を向けて慈愛を施している。ブリューゲルは、聖人の隣人愛を無視して貪欲に走る人間の性を強烈に風刺しているといえる。この点で、本作は画家の代表的な寓意画として位置づけられる。
本作には100を数えるかとも思われる多数の人物が描かれ、複雑な構成を生み出す巨匠ブリューゲルの技があますことなく発揮されている。なお、聖マルティヌスの慈愛という重要な主題を絵画の端に描く考えは、たとえば、日常の出来事に焦点にしている『イカロスの墜落のある風景』 (ベルギー王立美術館) にも見て取れる。

## 発見
本作の最初の発見者は、ブルッヘ総合美術館群館長のマンフレット・セリンク (Manfred Sellink) 博士であった。2007年、彼はロンドンの著名なオークション会社を通じ、この作品の存在を知ることとなる。所有者はスペインの大貴族メディナセリ (Medinaceli) 公家の一族であった。数か月後、博士は所蔵先のスペインのある豪華な別荘で作品を実見し、すぐに失われたと思われていたブリューゲルの『聖マルティンのワイン祭り』ではないかと推測した。しかし、科学調査が行われるまで沈黙することを決心する。
2009年11月、本作はプラド美術館に所有者メディナセリ家から持ち込まれ、美術館はセリンク博士に意見を求めた。また、ベルギーやオーストリアから専門家がディスカッションに招聘された。保存状態は非常に悪かった (下記の「修復」を参照) が、主題は明白で、聖マルティンのワイン祭りを表していた。レントゲン写真では、肉眼では見えない綿密な都市景観が上部に現れた。また、赤外線写真では画家自身の描き直しがごく限られ、大画面にもかかわらず、構図を次々に決めていったことが明らかになった。こうした驚嘆すべき技法を見出した専門家たちの間には、「ブリューゲル」の名が浮かんだのである。セリンク博士は、この時点で99％ブリューゲルの真作であると信じたという。
その後、作品の修復作業も進み、2010年9月、画面左下にブリューゲルの署名の断片 「BRVEG...」と制作年代の一部「MDL...」が発見されるにいたった。かくして、「プラド美術館はブリューゲルの超大作『聖マルティンのワイン祭り』を発見！」という大ニュースが世界中のメディアに報道されることになった。ブリューゲル研究の第一人者である森洋子氏も本作を見て、まぎれもないブリューゲルのオリジナル作品として確信した。

## 修復

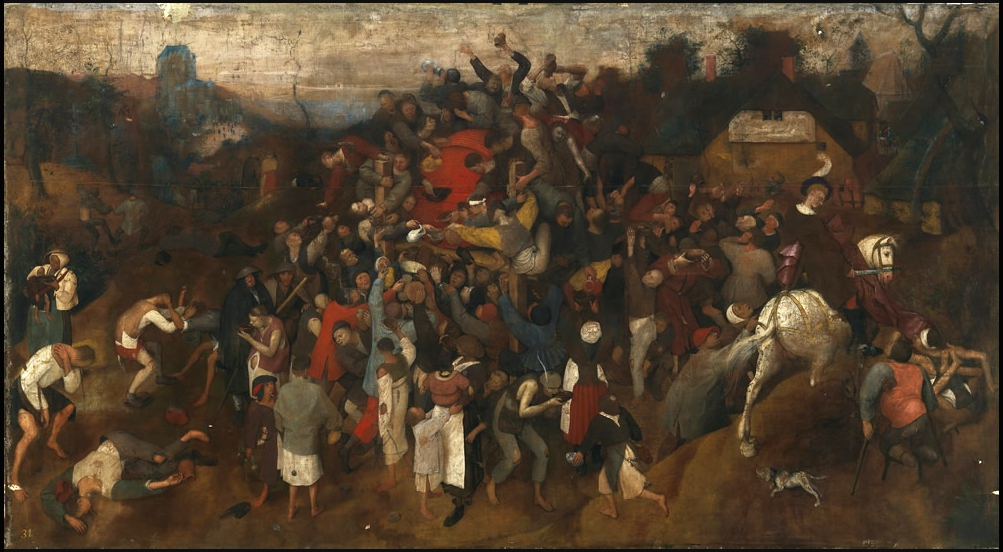
修復以前の作品の状態

本作は、ブリューゲルがリネン上に膠を用いて制作した作品の1つである。本作の所有者が修復のためプラド美術館に持ち込んだ2009年11月には、絵画の保存状態はひどいものであった。保存の問題を引き起こす脆い制作手法を考慮すれば、このことは驚くには値しない。しかも、20世紀初頭に画面の表面にはポリエステルのニスが塗られ、裏面は新しいキャンバスで補強された。そのため、元のキャンバスはところどころつってしまい、歪んでいる人物像もあったのである。いずれにしても、本作のような大作が保存されたこと自体、奇跡的ともいえる(なお、同じ制作手法になる画家の作品の1つである『盲人の寓話』 《カポディモンテ美術館、ナポリ》は、比較的よい保存状態にある)。本作の修復過程では、難関であったニスの除去と汚れた表面の洗浄がなされた。

## 来歴

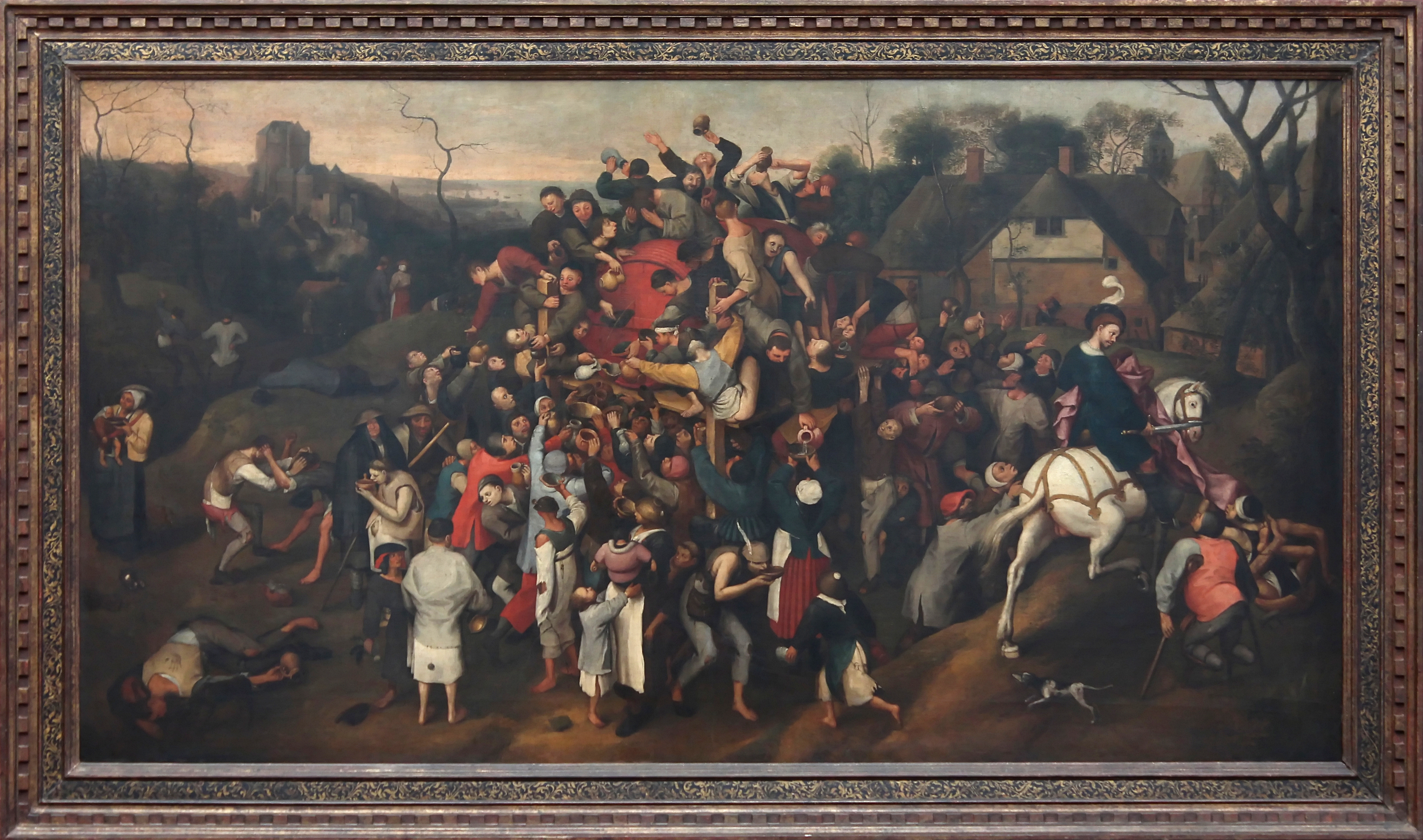
『聖マルティンのワイン祭り』の複製。ベルギー王立美術館 (ブリュッセル)

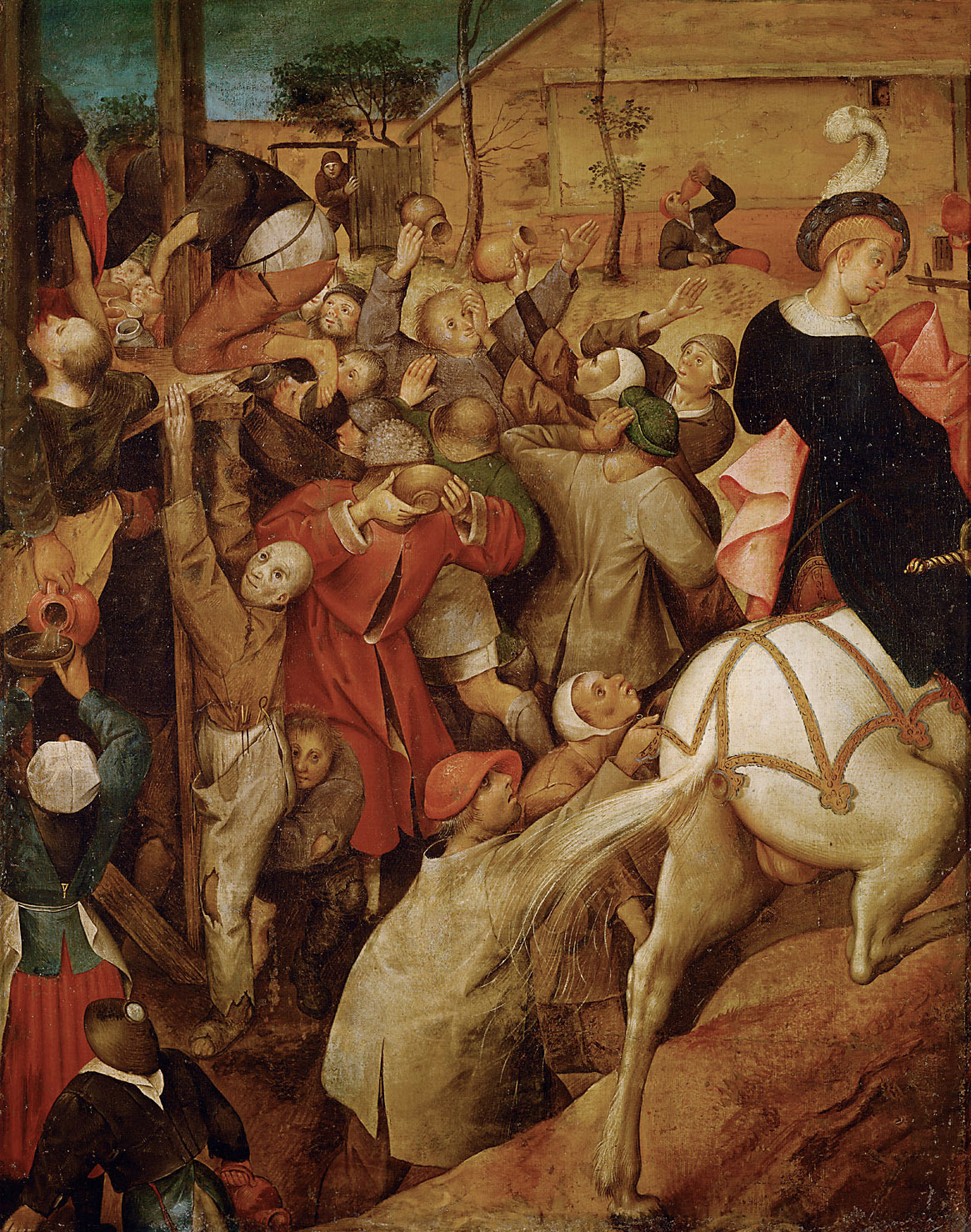
『聖マルティンのワイン祭り』の右側部分を描いた複製。美術史美術館 (ウィーン)

『聖マルティンのワイン祭り』は、17世紀初頭にブリュッセルを訪れたマントヴァ公が購入し、マントヴァのゴンザーガ家のコレクションにあった。しかし、その絵画が現在、プラド美術館にある作品かどうかについてはいくらかの疑義がある。マントヴァにあった絵画は、たとえば、現在、ウィーンの美術史美術館にある、聖マルティンの周囲の人物群を描いた作品であったのかもしれない。 ブリュッセルのベルギー王立美術館にも製作者は不詳だが、ブリューゲル一族ないし、その周辺の画家の手になると思われる複製が所蔵されている。プラド美術館の作品に間違いなく関連する最初期の文献的証拠は、第9代メディナセリ侯爵であったスペインの貴族ルイス・フランシスコ・デ・ラ・セルダのコレクション目録である。この目録は、18世紀初頭の侯爵の死後に作成された。彼は17世紀の終わりごろ、イタリアで本作を取得し、スペインに持ち帰ったと考えられている。